# Red Universitaria Nacional
Red Universitaria Nacional (Reuna) es una red para investigación y educación de Chile, y pone a disposición del país una plataforma tecnológica líder, que articula, conecta y comunica a las entidades del sistema de ciencia, cultura y educación nacional, y las inserta en el concierto global, a través de servicios avanzados, innovadores y colaborativos.
Universidades, centros de investigación y los principales grupos astronómicos presentes en el territorio nacional son parte de REUNA, un espacio para la colaboración sin barreras. Cualquier institución del sistema de educación superior, ciencia y tecnología se puede integrar a esta plataforma digital, que es clave para avanzar en el desarrollo de Chile.
Red Universitaria Nacional tiene más de 25 años de trayectoria y actualmente 45 instituciones forman parte de ella. La red cuenta con cobertura en doce regiones, de Arica a Puerto Montt. En el ámbito internacional las posibilidades de colaboración se expanden a más de 1.400 instituciones en Latinoamérica y a más de 40.000 a nivel global, ya que está interconectada a sus pares internacionales.

## Red de conectividad
Una de las iniciativas más visibles para la investigación es una red de datos en la que participan sus socios que facilita la comunicación entre ellos. Se inició en 1994 y ha ido creciendo a lo largo de los años tanto en alcance como en capacidad. A 2019 cubre entre Arica y Puerto Montt, está conectada a otras redes a través de varios proveedores e incluso tiene conexión directa con proveedores de contenido para mejorar la experiencia de sus usuarios.
La conexión internacional era en 2013 de 1,35 Gbps.
En 2018 se inauguró la primera etapa del proyecto que llega a 100 Gbps. Particularmente, en esa primera etapa se buscaba aumentar la capacidad de transporte entre Santiago y el Observatorio Cerro Pachón, para facilitar el traspaso de información que genere el proyecto Gran Telescopio de Rastreo Sinóptico (LSST) a partir de 2022. Durante el 2019 se inauguró un segundo tramo, entre Santiago y Temuco, de 850 km de longitud y con una capacidad de 100 Gbps, con 11 puntos de conexión en 6 regiones.
Mientras tanto, la conectividad entre Arica y Antofagasta es a 1 Gbps, tal como entre Santiago y Valparaíso; y entre Temuco y Puerto Montt. Entre ALMA, Calama, Antofagasta y Santiago hay conexión de 10 Gbps usando DWDM.
Está proyectado continuar desde La Serena hacia Arica por el norte en 2019, para 2020 esperan completar el tramo sur para llegar a Puerto Montt y, desde ahí, integrarse al proyecto Fibra Óptica Austral del gobierno.

## Conexión internacional
Las Redes Académicas permiten a investigadores, académicos y estudiantes trabajar de forma colaborativa, compartiendo su información y recursos a distancia, mediante una infraestructura de alta velocidad y servicios avanzados, pensados especialmente para responder a sus necesidades.
Estas redes existen en todo el mundo y funcionan separadas de Internet comercial (o pública), en un espacio destinado exclusivamente para las comunidades de ciencia, cultura y educación. Por este motivo, también son llamadas NRENs, por su sigla en inglés (National Research and Education Network).
La Red Académica chilena es REUNA, y conecta en la actualidad a más de 300 mil usuarios con sus pares en el mundo. Adicionalmente, se encuentra interconectada a sus pares internacionales: en América Latina (RedCLARA), América del Norte (Internet2 y Canarie), Europa (GÉANT), Asia (APAN) y Oceanía (AARNET).

## Integrantes
Reuna distingue entre socios y aliados, los cuales a octubre de 2019 son:[actualizar]

### Socios
- Universidad de Tarapacá
- Universidad Arturo Prat
- Universidad Católica del Norte
- Universidad de Antofagasta
- Universidad de Atacama
- Universidad de La Serena
- Universidad Técnica Federico Santa María
- Universidad de Valparaíso
- Universidad de Chile
- Pontificia Universidad Católica de Chile
- Universidad de Santiago de Chile
- Universidad Metropolitana de Ciencias de la Educación
- Universidad Tecnológica Metropolitana
- Universidad de O'Higgins
- Universidad de Talca
- Universidad de Concepción
- Universidad del Bío-Bío
- Universidad de La Frontera
- Universidad Austral de Chile
- Universidad de Los Lagos
- Observatorio AURA
- Comisión Nacional de Investigación Científica y Tecnológica (CONICYT)

### Alianzas
En el marco de la misión, puede establecer alianzas con diferentes organismos. Las alianzas actuales son:
- Consejo de Rectores de las Universidades Chilenas (CRUCH)
- Consorcio de Universidades del Estado de Chile (CUE)[13]
- Red de Universidades Públicas no Estatales (G9)
- Fundación Ciencia para la Vida
- Instituto Nacional de Propiedad Industrial (INAPI)
- INRIA Chile
- Atacama Large Millimeter Array (ALMA)
- Observatorio Europeo Austral (ESO)
- Universidad Andrés Bello (Departamento de Astronomía)
- National Astronomical Observatory of Japan (NAOJ)
- National Radio Astronomy Observatory (NRAO)
- Red de Televisión de Universidades del Estado de Chile (UESTV)
- Museo Nacional de Historia Natural (MNHN)
- Consejo Nacional de Innovación para el Desarrollo (CNID)
- Corporación de Decanos de Facultades de Ingeniería de las Universidades Chilenas (Condefi)
- MacroFacultad Ingeniería 2030